# مجمع أوديسي
مجمع أوديسي (بالإنجليزية: Odyssey Complex)‏ سابقًا أوديسي سنتر (بالإنجليزية: Odyssey Centre)‏ هو مجمع رياضي وترفيهي يقع في تيتانيك كوارتر في بلفاست، أيرلندا الشمالية.